# Antambohobe
Antambohobe est une ville et une commune rurale (Kaominina) située dans la région d'Ihorombe (province de Fianarantsoa), dans le sud de Madagascar.

## Administration
La commune rurale possède 11 fokontany.

## Démographie
La population est estimée à 14 010.

## Économie
75 % de la population travaille dans le secteur agricole. Les cultures sont le riz, le maïs, la canne à sucre, les haricots et du manioc.

## Culture et patrimoine
Sur le territoire communal se trouve le parc national d'Andringitra.